# Verspätung

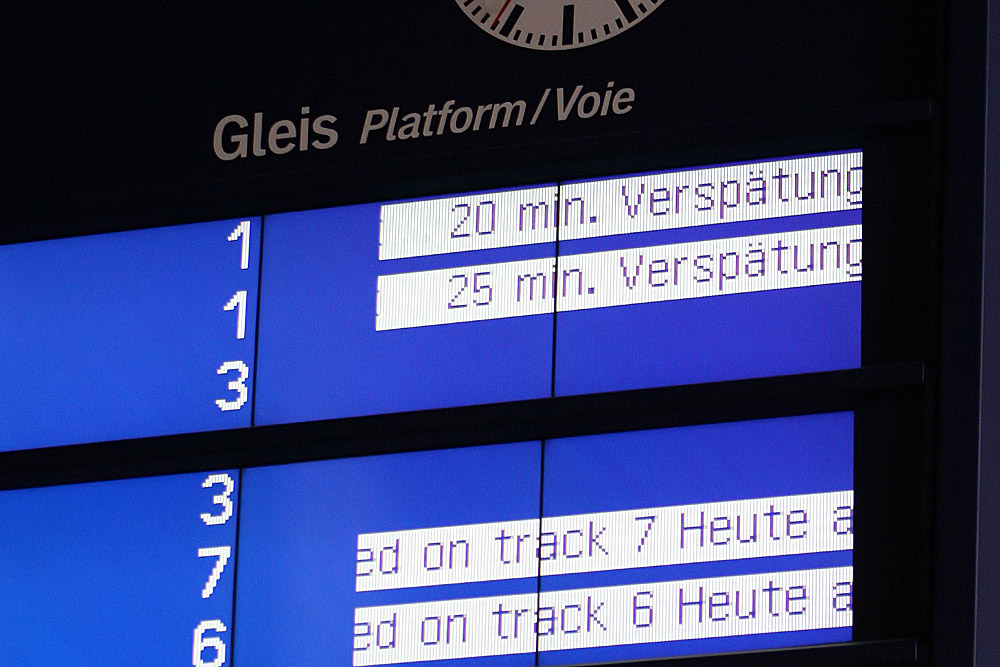
Verspätungsanzeigen auf einer Abfahrtstafel

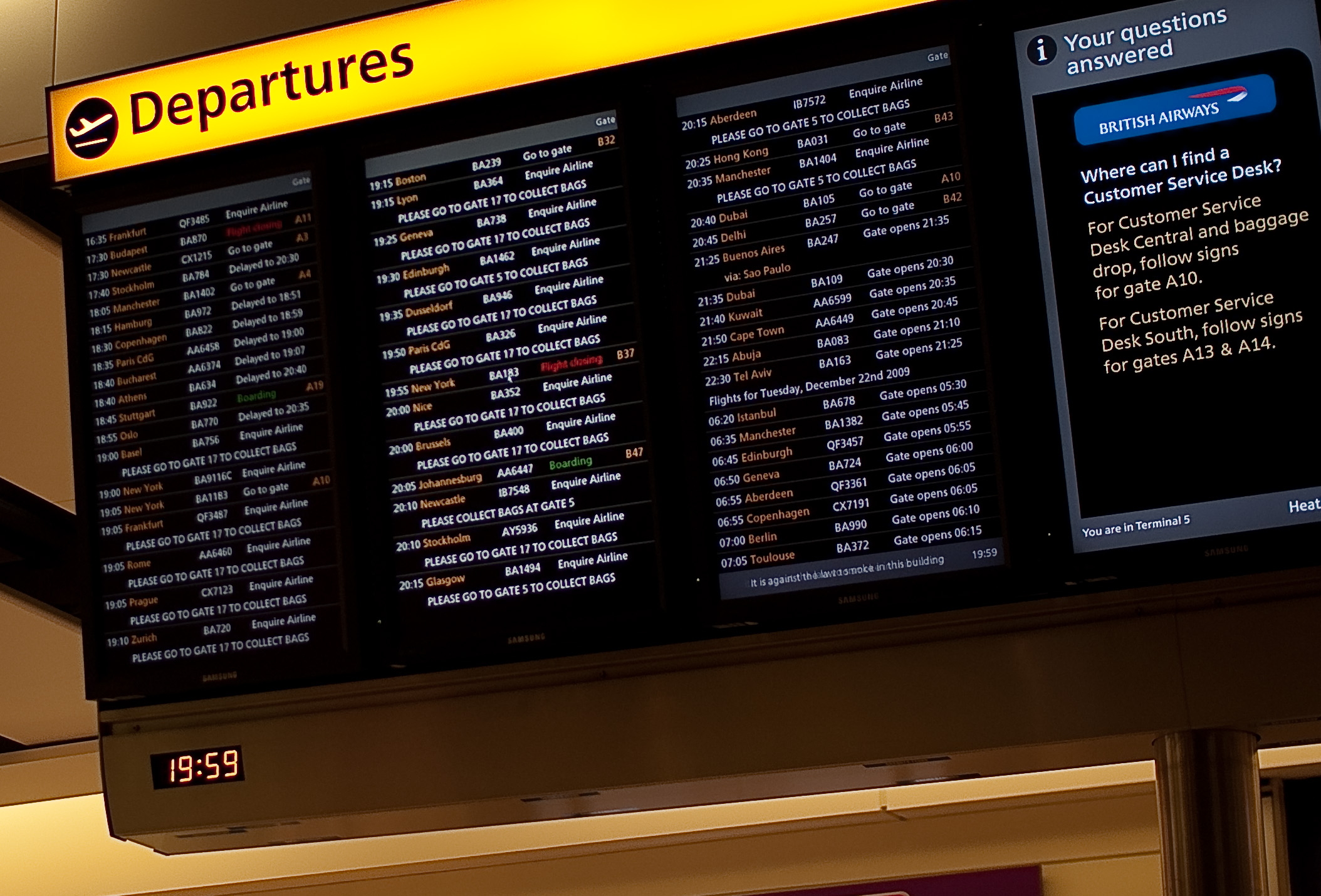
Verspätete und stornierte Flüge in London Heathrow

Eine Verspätung (englisch delay) liegt vor, wenn Ereignisse, Personen, Transport- oder Verkehrsmittel nicht zum erwarteten, vereinbarten oder planmäßigen Zeitpunkt beginnen, eintreffen, starten, enden oder ankommen, sondern erst danach.

## Allgemeines
Die Verspätung ist eine negative Abweichung von der Pünktlichkeit. Der mit der Pünktlichkeit verbundene Zeitpunkt ergibt sich aus einer nicht festgeschriebenen Konvention, einer konkreten Vereinbarung, einem Dienst-, Fahr-, Flug- oder Spielplan oder aus Gesetzen (beispielsweise Ladenschlussgesetz). In vielen Sektoren ergeben sich jedoch Schwierigkeiten, eine Verspätung genau zu definieren. Zwar ist eine Verspätung als Zeitbegriff durch Zeitmessungen exakt ermittelbar, doch kann es von bestimmten Ereignissen abhängen, ab wann eine Verspätung beginnt. Die akademische Zeitangabe besagt, dass keine Verspätung vorliegt, wenn jemand bis zu 15 Minuten nach der angegebenen Uhrzeit beispielsweise bei einer Vorlesung erscheint (lateinisch cum tempore). Ist die Abfahrt im Fahrplan für 15:00 Uhr vorgesehen und erfolgt sie tatsächlich jedoch erst um 15:05 Uhr, besteht eine Verspätung von 5 Minuten.
Verspätungen haben nicht überall in der Welt die gleiche Bedeutung, sondern sind überwiegend in monochronen Gesellschaften (Nordeuropa, Japan, USA, Kanada, Australien) negativ konnotiert und unerwünscht, denn die Pünktlichkeit spielt eine zentrale Rolle. Dagegen hat Pünktlichkeit in polychronen Kulturen (Mittelmeerraum, Naher Osten, indischer Subkontinent, Philippinen und Mittel- sowie Südamerika) keine Bedeutung, Verspätungen von mehreren Stunden werden als üblich empfunden.

## Arten
Man unterscheidet allgemein zwischen Primärverspätungen und Sekundär- bzw. Folgeverspätungen. Erstere werden verursacht zum Beispiel durch Witterungseinflüsse, Unfälle oder technische Störungen, letztere beispielsweise durch Abhängigkeiten eines Anschlusszuges von einem verspätet eintreffenden Zug. Wenige kleine Primärverspätungen können in der Praxis durch fehlende Pufferzeiten und/oder Dominoeffekte zu einer Vielzahl von Folgeverspätungen führen. Die durch Transport- oder Verkehrsmittel verursachten Verspätungen können sich wiederum als Folgeverspätung auf Termine auswirken, die nicht mehr eingehalten werden können.

## Rechtsfolgen
Verspätungen sind rechtlich zu differenzieren nach dem Vertragsrecht und nach der Personenbeförderung.

### Vertragsrecht
Verspätungen stellen im Vertragsrecht eine Vertragsverletzung dar, wenn Leistungen mit einem Fälligkeitstermin verbunden sind und dieser Termin vom Gläubiger oder Schuldner nicht eingehalten wird. Der hierfür verwendete Rechtsbegriff ist der „Verzug“. Diesen gibt es beim Liefer- und Zahlungsverzug oder beim Annahmeverzug. Wesentliche Rechtsfolge ist nach § 280 BGB ein Schadensersatzanspruch des Gläubigers. Leistet der Schuldner auf eine Mahnung des Gläubigers nicht, die nach dem Eintritt der Fälligkeit erfolgt, so kommt er durch die Mahnung in Verzug (§ 280 Abs. 1 BGB).
Bei Dauerschuldverhältnissen wie Handy-, Kredit-, Leasing-, Miet-, Pacht-, Sukzessivlieferungs- oder Versicherungsverträgen übernimmt eine der Vertragsparteien eine Zahlungspflicht, an regelmäßigen Terminen eine Gegenleistung in Form einer Geldzahlung vorzunehmen. Kommt es hierbei zu verspäteter Zahlung, liegt ebenfalls ein Zahlungsverzug vor.

### Personenbeförderung

#### Allgemeines
Die Qualifikation des Beförderungsvertrages als Werkvertrag führt dazu, dass der geschuldete Erfolg (Ankunft am Zielort) auch bei einer Verspätung erreicht wurde, so dass kein Werkmangel, sondern schlicht eine Verspätung der Leistung vorliegt. Die Beförderungsleistung wird nicht dadurch schlechter, dass sie erst zu einem späteren Zeitpunkt erbracht wird. Deshalb kommt Schadensersatz nur als Verzugsschaden (§§ 280 Abs. 1 und Abs. 2, § 286 BGB) in Betracht. Bei einem Reisevertrag dagegen stellt die verspätete Ankunft am Zielort einen Reisemangel nach § 651i Abs. 2 BGB dar, wenn der Reiseveranstalter Reiseleistungen nicht oder mit unangemessener Verspätung verschafft.
Ab einer bestimmten Verspätungsdauer können dem Fahr- oder Fluggast Entschädigungszahlungen zustehen. Dies wird für den Bahnverkehr in Deutschland über die Fahrgastrechte durch die Verordnung (EU) 2021/782 vom 29. April 2021 über die Rechte und Pflichten der Fahrgäste im Eisenbahnverkehr und im Luftverkehr durch entsprechende Fluggastrechte normiert.

#### Eisenbahn
In Art. 3 Nr. 12 der EU-VO 1371/2007 ist die Verspätung definiert als „die Zeitdifferenz zwischen der planmäßigen Ankunftszeit des Fahrgasts gemäß dem veröffentlichten Fahrplan und dem Zeitpunkt seiner tatsächlichen oder erwarteten Ankunft“. Kommt der Zug zu spät am Ziel an, können Bahnkunden in Deutschland mit Hilfe des Fahrgastrechteformulars Entschädigungsansprüche geltend machen. Bei einer Verspätung am Ankunftsort zwischen einer und zwei Stunden erhalten Fahrgäste als Entschädigung 25 % des Ticketpreises zurück, bei über zwei Stunden die Hälfte (Art. 17). Entscheidend ist dabei nicht die Verspätung des einzelnen Zugs, sondern die Verspätung am Zielbahnhof. Der Entschädigungsanspruch besteht damit über die gesamte Reisekette. Bei Verspätungen von über einer Stunde haben Fahrgäste im Fernverkehr zudem Anspruch auf Erfrischungsgetränke und Mahlzeiten, deren Umfang sich nach der Dauer der Verspätung richtet. Die Zahlung der Entschädigung erfolgt innerhalb von einem Monat nach Einreichung des Antrags auf Entschädigung. Die Entschädigung kann in Form von Gutscheinen und/oder anderen Leistungen erfolgen, sofern deren Bedingungen (insbesondere bezüglich des Gültigkeitszeitraums und des Zielorts) flexibel sind. Die Entschädigung erfolgt auf Wunsch des Fahrgasts in Form eines Geldbetrags (Art. 17 Abs. 2).
Die in den öffentlichen Informationssystemen der Deutschen Bahn vorgesehene Verspätungsfiktion gilt nicht für diese Entschädigungsansprüche. Diese Verspätungsfiktion sieht vor, dass ein Zug erst dann als verspätet gilt, wenn er später als fünf Minuten und 59 Sekunden nach Fahrplan eintrifft. Eine Verspätung ergibt sich für die Bahn AG aus der Differenz zwischen einer im Fahrplan festgelegten Soll-Zeit und einer gemessenen Ist-Zeit. Ist die Differenz positiv, spricht man von einer Verspätung. Verspätungen sind bereits ab 90 Sekunden zu dokumentieren.

#### Flugwesen
Allgemeine Rechtsgrundlage ist § 46 LuftVG. Wird hiernach ein Fluggast verspätet befördert, ist der Luftfrachtführer verpflichtet, den daraus entstehenden Schaden zu ersetzen. Speziell sind die Verspätungsfolgen in der Verordnung (EG) Nr. 261/2004 vom 11. Februar 2004 über eine gemeinsame Regelung für Ausgleichs und Unterstützungsleistungen für Fluggäste im Fall der Nichtbeförderung und bei Annullierung oder großer Verspätung von Flügen geregelt. Eine Verspätung bei Linien- oder Charterflug liegt demnach vor, wenn sich der Abflug gegenüber der planmäßigen Abflugzeit verzögert. Die Höhe der Entschädigung richtet sich gemäß Art. 6 dieser VO nach der Flugstrecke (bis oder über 1.500 km) und nach der Dauer der Verspätung (bis zwei Stunden oder mehr). Einem Fluggast, der einen Flug wegen eines verspäteten Zubringerflugs nicht erreicht, steht kein Anspruch auf eine Ausgleichsleistung nach Art. 4 Abs. 3, Art. 7 der Verordnung zu, und zwar auch dann nicht, wenn beide Flüge gemeinsam gebucht sind und von demselben Luftfahrtunternehmen durchgeführt werden.
Im Flugverkehr erfasst die europäische Flugsicherheitsbehörde Eurocontrol eine Verspätung erst nach fünfzehn Minuten. Ein gestrichener Flug wird in der Statistik nicht als verspätet gewertet.
Um eine Verspätung wegen einer Entschädigung zu berechnen, wird als Ankunftszeit der Zeitpunkt des Öffnens von mindestens einer Flugzeugtür angesehen, der zeitlich erst nach dem „on block“ liegt. Das Flugzeug der Germanwings startete dem Urteil zufolge am 11. Mai 2012 mit Verspätung vom Flughafen Salzburg. Bei der Ankunft setzte es um 17:38 Uhr auf der Landebahn des Flughafens Köln/Bonn auf. Seine Parkposition erreichte es um 17:43 Uhr, somit 3:03 Stunden nach der planmäßigen Ankunftszeit. Die Flugzeugtüren wurden kurz darauf geöffnet. Germanwings machte geltend, dass die Verspätung gegenüber der planmäßigen Ankunftszeit nur 2:58 Stunden betrage, weil die tatsächliche Ankunftszeit der Zeitpunkt gewesen sei, zu dem die Räder des Flugzeugs die Landebahn des Flughafens Köln/Bonn berührt hätten (englisch touch down). Diese Zeit ist dem EuGH zufolge jedoch nicht maßgeblich, sondern das Öffnen von mindestens einer Flugzeugtür, so dass eine Entschädigung zu zahlen war.
Eine Auswertung des US-amerikanischen Statistikunternehmens Flightstats ergab für das erste Halbjahr 2013, dass rund 25 Prozent der 1,1 Millionen weltweiten Flugverbindungen mit rund 250 Millionen Passagieren sich um rund 15 Minuten oder mehr verspäteten. Hauptgründe seien dabei die Zunahme des weltweiten Flugverkehrs und Ressourcenengpässe auf vielen Flughäfen. Die Billigfluggesellschaften schneiden dabei besser ab, da diese meist von kleinen Regionalflugplätzen mit genügend Kapazitäten starten und vorwiegend Direktverbindungen anbieten, so dass die Flugzeuge nicht auf Anschlussflüge warten müssen. Laut der Fluggastrechte-Verordnung steht dem Flugpassagier, in Abhängigkeit von Verspätungsdauer und Entfernung, eine Entschädigung bis zu 600 € zu.
| Fluggesellschaft                                      | Anteil unpünktlicher Flüge weltweit |
| ----------------------------------------------------- | ----------------------------------- |
| Air China                                             | 40,6 %                              |
| Etihad Airways                                        | 35,9 %                              |
| Emirates                                              | 33,5 %                              |
| British Airways                                       | 29,6 %                              |
| Air France-KLM                                        | 20,8 %                              |
| Lufthansa Group (Lufthansa, Austrian Airlines, Swiss) | 20,0 % (= 64.752 Flüge)             |
| Air Berlin                                            | 18,3 %                              |
| Easyjet                                               | 13,0 %                              |
| Ryanair                                               | 8,0 %                               |

## Zeitmanagement
Verspätungen können ein Indiz für ein schlechtes Zeitmanagement sein. Sie ergeben sich aus dem Nichteinhalten von vorgegebenen Zeitpunkten wie sie bei zeitlich festgelegten Terminen (etwa Arzttermine, Fahrpläne jeder Art, Gerichtstermine, Gesprächstermine, Stunden- oder Wochenpläne) vorgesehen sind. Bei der Ablaufplanung sind im Rahmen des Zeitmanagements auch mögliche Betriebsstörungen durch technisches Versagen, unerwartete Termine, Verspätungen Dritter, Unterbrechungen oder Zeitdiebe nach Möglichkeit zu bedenken. Unerwartete Termine sind meist externer Natur und kaum veränderbar (etwa Betriebsprüfung, Gewerbeaufsicht); zu den Zeitdieben gehören nicht erwartete lange Telefonate oder Verhandlungen, Wartezeiten, verlängerte Durchlaufzeiten oder unerwartete Besucher; zu den Unterbrechungen zählen die Job-Stopper oder sonstiges Unterbrechen. Verspätungen können die Überschreitung von Lieferfristen bei der Beschaffung (Zulieferer bei Just-in-time-Produktion) oder beim Vertrieb (Störung in der Lieferkette) betreffen. Ein Zeitplan für einzelne Ablauffolgen und zeitliche Koordination helfen, Verspätungen zu minimieren oder zu vermeiden.
Verspätungen können durch nicht zu knappe Zeitplanungen oder durch ausreichende Zeitreserven vermieden werden. Besonders termingebundene Aufgaben wie Liefer- oder Zahlungsfristen und Fahrpläne müssen Pufferzeiten (siehe auch: ALPEN-Methode) oder Übergangszeiten beinhalten, die unerwartete Störungen auffangen können.